# Rajčany
Rajčany (ungarisch Rajcsány – bis 1888 Rajcsán) ist eine slowakische Gemeinde im Okres Topoľčany und im Nitriansky kraj mit 528 Einwohnern (Stand 31. Dezember 2024).

## Geographie

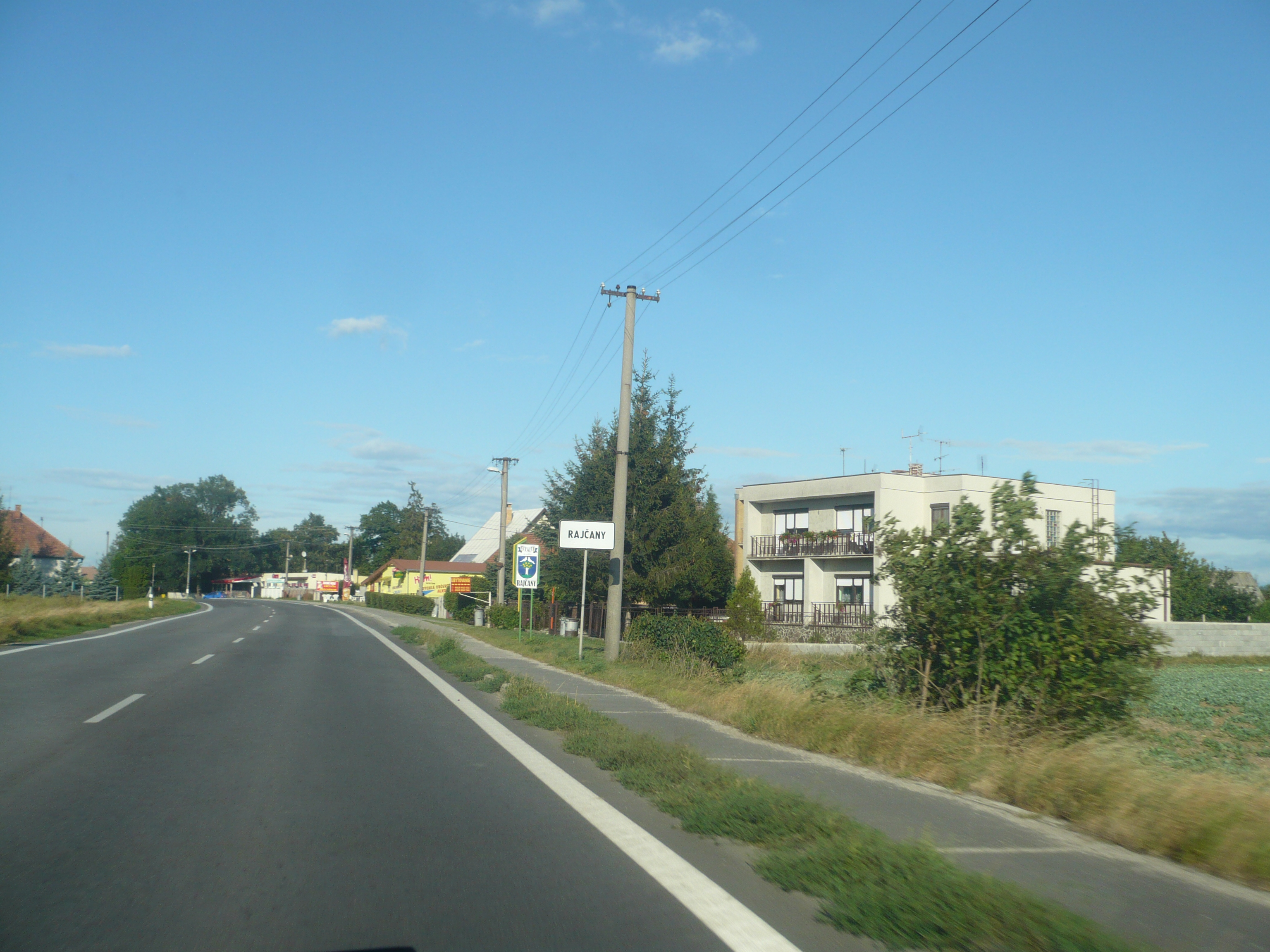
Ortseingang aus Richtung Topoľčany

Die Gemeinde befindet sich im mittleren Teil des Hügellands Nitrianska pahorkatina, auf rechtsseitiger Flurterrasse der Bebrava kurz vor dem Zusammenfluss mit der Nitra. Quer durch den Ort fließt der Bach Rajčiansky potok. Das Ortszentrum liegt auf einer Höhe von 174 m n.m. und ist acht Kilometer von Topoľčany entfernt.
Nachbargemeinden sind Nadlice im Norden und Osten, Chynorany im Südosten, Horné Chlebany im Süden und Westen und Solčianky im Nordwesten.

## Geschichte
Rajčany wurde zum ersten Mal 1244 als Halban schriftlich erwähnt und war Besitz der Familie Rajcsányi und später Szászy. 1553 gab es siebeneinhalb Porta in Rajčany, 1715 wohnten acht Haushalte im Ort, 1787 gab es fünf landadlige, 14 untertane und vier Einlieger-Haushalte, neun Jahre später hatte die Ortschaft 34 Häuser und 363 Einwohner, 1828 zählte man 58 Häuser und 405 Einwohner, die als Landwirte beschäftigt waren.
Bis 1918 gehörte der im Komitat Neutra liegende Ort zum Königreich Ungarn und kam danach zur Tschechoslowakei beziehungsweise heute Slowakei.

## Bevölkerung
| Jahr                | 1994 | 2004    | 2014    | 2024    |
| ------------------- | ---- | ------- | ------- | ------- |
| Anzahl der Personen | 562  | 574     | 547     | 528     |
| Unterschied         |      | +2,13 % | −4,70 % | −3,47 % |

| Jahr                | 2023 | 2024 |
| ------------------- | ---- | ---- |
| Anzahl der Personen | 528  | 528  |
| Unterschied         |      | +0 % |

Gemäß der Volkszählung 2011 wohnten in Rajčany 550 Einwohner, davon 541 Slowaken, drei Roma, zwei Polen und ein Tscheche. Zwei Einwohner gaben eine andere Ethnie an und ein Einwohner machte keine Angabe zur Ethnie.
501 Einwohner bekannten sich zur römisch-katholischen Kirche, 11 Einwohner zur Evangelischen Kirche A. B. und ein Einwohner zur evangelisch-methodistischen Kirche. 29 Einwohner waren konfessionslos und bei acht Einwohnern wurde die Konfession nicht ermittelt.

## Bauwerke und Denkmäler
- Landsitz aus dem Jahr 1638, ursprünglich im Renaissancestil, zwischen 1810 und 1822 erneuert, heute Sitz des Gemeindeamts
- römisch-katholische Kirche Enthauptung Johannes des Täufers aus dem Jahr 1640, ursprünglich im Renaissancestil, im dritten Viertel des 18. Jahrhunderts um den Turm und die Sakristei ergänzt
- Kapelle aus dem Jahr 1826 nahe einer Quelle nördlich des bebauten Ortsgebiets